# Liste des divisions allemandes de la Seconde Guerre mondiale
Cette liste ne couvre que les unités de la Wehrmacht ayant combattu sur terre de 1939 à 1945. Cette liste n'est pas exhaustive. Elle comprend de plus, de façon exceptionnelle, des unités d'échelons inférieurs (brigades, régiments, voire bataillons) ayant marqué l'histoire de la Heer durant la Seconde Guerre mondiale.

## Wehrmacht - Heer (Armée de Terre)

### Divisions de la Heer

#### Divisions légères (Leichte-Divisionen)
- 1re division légère
- 2e division légère
- 3e division légère
- 4e division légère
- 5e division légère
- 90. Leichte Afrika Division
- 164. Leichte Afrika Division
- 999. Leichte Afrika Division

#### Divisions d'infanterie (Infanterie-Divisionen)
Le département de l’organisation du Heer ordonne le 23 juin 1943 la redésignation de toutes les Infanterie Divisionen (motorisierte) en Panzergrenadier Divisionen avec effet immédiat.[réf. nécessaire] 

C'est à l'automne 1944 que les premières Volksgrenadier divisions sont créées.[réf. nécessaire]

##### Avec un numéro
- 1re division d'infanterie (Allemagne)
- 2e division d'infanterie motorisée (Allemagne)
- 3e division d'infanterie motorisée (Allemagne)
- 4e division d'infanterie (Allemagne)
- 5e division d'infanterie (Allemagne)
- 6e division d'infanterie (Allemagne)
- 7e division d'infanterie (Allemagne)
- 8e division d'infanterie (Allemagne)
- 9e division d'infanterie (Allemagne)
- 10e division d'infanterie (Allemagne)
- 10e division d'infanterie motorisée (Allemagne)
- 11e division d'infanterie (Allemagne)
- 12e division d'infanterie (Allemagne)
- 13e division d'infanterie motorisée (Allemagne)
- 14e division d'infanterie (Allemagne)
- 14e division d'infanterie motorisée (Allemagne)
- 15e division d'infanterie (Allemagne)
- 16e division d'infanterie (Allemagne)
- 16e division d'infanterie motorisée (Allemagne)
- 17e division d'infanterie (Allemagne)
- 18e division d'infanterie (Allemagne)
- 18e division d'infanterie motorisée (Allemagne)
- 19e division d'infanterie (Allemagne)
- 20e division d'infanterie (Allemagne)
- 20e division d'infanterie motorisée (Allemagne)
- 21e division d'infanterie (Allemagne)
- 22e division d'infanterie (Allemagne)
- 23e division d'infanterie (Allemagne)
- 24e division d'infanterie (Allemagne)
- 25e division d'infanterie (Allemagne)
- 25e division d'infanterie motorisée (Allemagne)
- 26e division d'infanterie (Allemagne)
- 27e division d'infanterie (Allemagne)
- 28e division d'infanterie (Allemagne) [2]
- 29e division d'infanterie motorisée (Allemagne)
- 30e division d'infanterie (Allemagne)
- 31e division d'infanterie (Allemagne)
- 32e division d'infanterie (Allemagne)
- 33e division d'infanterie (Allemagne)
- 34e division d'infanterie (Allemagne)
- 35e division d'infanterie (Allemagne)
- 36e division d'infanterie (Allemagne)
- 36e division d'infanterie motorisée (Allemagne)
- 38e division d'infanterie (Allemagne)
- 39e division d'infanterie (Allemagne)
- 41e division d'infanterie (Allemagne)
- 44e division d'infanterie (Allemagne)
- 45e division d'infanterie (Allemagne)
- 46e division d'infanterie (Allemagne)
- 47e division d'infanterie (Allemagne)
- 48e division d'infanterie (Allemagne)
- 49e division d'infanterie (Allemagne)
- 50e division d'infanterie (Allemagne)
- 52e division d'infanterie (Allemagne)
- 56e division d'infanterie (Allemagne)
- 57e division d'infanterie (Allemagne)
- 58e division d'infanterie (Allemagne)
- 59e division d'infanterie (Allemagne)
- 60e division d'infanterie (Allemagne)
- 61e division d'infanterie (Allemagne)
- 62e division d'infanterie (Allemagne)
- 64e division d'infanterie (Allemagne)
- 65e division d'infanterie (Allemagne)
- 68e division d'infanterie (Allemagne)
- 69e division d'infanterie (Allemagne)
- 70e division d'infanterie (Allemagne) [3]
- 71e division d'infanterie (Allemagne)
- 72e division d'infanterie (Allemagne)
- 73e division d'infanterie (Allemagne)
- 75e division d'infanterie (Allemagne)
- 76e division d'infanterie (Allemagne)
- 77e division d'infanterie (Allemagne)
- 78e division d'infanterie (Allemagne)
- 79e division d'infanterie (Allemagne)
- 80e division d'infanterie (Allemagne)
- 81e division d'infanterie (Allemagne)
- 82e division d'infanterie (Allemagne)
- 83e division d'infanterie (Allemagne)
- 84e division d'infanterie (Allemagne)
- 85e division d'infanterie (Allemagne)
- 86e division d'infanterie (Allemagne)
- 87e division d'infanterie (Allemagne)
- 88e division d'infanterie (Allemagne)
- 89e division d'infanterie (Allemagne)
- 90e division d'infanterie (Allemagne)[2]
- 91e division d'infanterie (Allemagne)
- 92e division d'infanterie (Allemagne)
- 93e division d'infanterie (Allemagne)
- 94e division d'infanterie (Allemagne)
- 95e division d'infanterie (Allemagne)
- 96e division d'infanterie (Allemagne)
- 97e division d'infanterie (Allemagne)
- 98e division d'infanterie (Allemagne)
- 102e division d'infanterie (Allemagne)
- 106e division d'infanterie (Allemagne)
- 110e division d'infanterie (Allemagne)
- 112e division d'infanterie (Allemagne)
- 113e division d'infanterie (Allemagne)
- 121e division d'infanterie (Allemagne)
- 122e division d'infanterie (Allemagne)
- 123e division d'infanterie (Allemagne)
- 126e division d'infanterie (Allemagne)
- 127e division d'infanterie (Allemagne)
- 129e division d'infanterie (Allemagne)
- 131e division d'infanterie (Allemagne)
- 134e division d'infanterie (Allemagne)
- 137e division d'infanterie (Allemagne)
- 141e division d'infanterie (Allemagne)[4]
- 143e division d'infanterie (Allemagne)[4]
- 147e division d'infanterie (Allemagne)[4]
- 148e division d'infanterie (Allemagne)[4]
- 149e division d'infanterie (Allemagne)[5]
- 150e division d'infanterie (Allemagne)[5]
- 151e division d'infanterie (Allemagne)
- 152e division d'infanterie (Allemagne)
- 153e division d'infanterie (Allemagne)
- 154e division d'infanterie (Allemagne)
- 155e division d'infanterie (Allemagne)
- 155e division d'infanterie motorisée (Allemagne)
- 156e division d'infanterie (Allemagne)
- 157e division d'infanterie (Allemagne)
- 158e division d'infanterie (Allemagne)
- 159e division d'infanterie (Allemagne)
- 160e division d'infanterie (Allemagne)
- 161e division d'infanterie (Allemagne)
- 162e division d'infanterie (Allemagne)
- 162e division d'infanterie (turk) (Allemagne)
- 163e division d'infanterie (Allemagne)
- 164e division d'infanterie (Allemagne)
- 165e division d'infanterie (Allemagne)[4]
- 166e division d'infanterie (Allemagne)[4]
- 167e division d'infanterie (Allemagne)
- 168e division d'infanterie (Allemagne)
- 169e division d'infanterie (Allemagne)
- 170e division d'infanterie (Allemagne)
- 171e division d'infanterie (Allemagne)[4]
- 172e division d'infanterie (Allemagne)[4]
- 173e division d'infanterie (Allemagne)[4]
- 174e division d'infanterie (Allemagne)[4]
- 181e division d'infanterie (Allemagne)
- 182e division d'infanterie (Allemagne)
- 183e division d'infanterie (Allemagne)
- 187e division d'infanterie (Allemagne)[4]
- 188e division d'infanterie (Allemagne)
- 189e division d'infanterie (Allemagne)[4]
- 190e division d'infanterie (Allemagne)
- 191e division d'infanterie (Allemagne)[4]
- 196e division d'infanterie (Allemagne)
- 197e division d'infanterie (Allemagne)
- 198e division d'infanterie (Allemagne)
- 199e division d'infanterie (Allemagne)
- 205e division d'infanterie (Allemagne)
- 206e division d'infanterie (Allemagne)
- 207e division d'infanterie (Allemagne)
- 208e division d'infanterie (Allemagne)
- 210e division d'infanterie (Allemagne)
- 212e division d'infanterie (Allemagne)
- 213e division d'infanterie (Allemagne)
- 214e division d'infanterie (Allemagne)
- 215e division d'infanterie (Allemagne)
- 216e division d'infanterie (Allemagne)
- 217e division d'infanterie (Allemagne)
- 218e division d'infanterie (Allemagne)
- 221e division d'infanterie (Allemagne)
- 223e division d'infanterie (Allemagne)
- 225e division d'infanterie (Allemagne)
- 227e division d'infanterie (Allemagne)
- 228e division d'infanterie (Allemagne)
- 230e division d'infanterie (Allemagne)
- 239e division d'infanterie (Allemagne)
- 242e division d'infanterie (Allemagne) [3]
- 243e division d'infanterie (Allemagne) [3]
- 244e division d'infanterie (Allemagne)
- 250e division d'infanterie (volontaires espagnols) Division Bleue (Seconde Guerre mondiale)
- 251e division d'infanterie (Allemagne)
- 252e division d'infanterie (Allemagne)
- 253e division d'infanterie (Allemagne)
- 254e division d'infanterie (Allemagne)
- 255e division d'infanterie (Allemagne)
- 256e division d'infanterie (Allemagne)
- 258e division d'infanterie (Allemagne)
- 260e division d'infanterie (Allemagne)
- 262e division d'infanterie (Allemagne)
- 263e division d'infanterie (Allemagne)
- 267e division d'infanterie (Allemagne)
- 268e division d'infanterie (Allemagne)
- 269e division d'infanterie (Allemagne)
- 270e division d'infanterie (Allemagne)
- 271e division d'infanterie (Allemagne)
- 272e division d'infanterie (Allemagne)
- 274e division d'infanterie (Allemagne)
- 275e division d'infanterie (Allemagne)
- 277e division d'infanterie (Allemagne)
- 280e division d'infanterie (Allemagne)
- 282e division d'infanterie (Allemagne)
- 290e division d'infanterie (Allemagne)
- 291e division d'infanterie (Allemagne)
- 292e division d'infanterie (Allemagne)
- 293e division d'infanterie (Allemagne)
- 294e division d'infanterie (Allemagne)
- 295e division d'infanterie (Allemagne)
- 296e division d'infanterie (Allemagne)
- 297e division d'infanterie (Allemagne)
- 298e division d'infanterie (Allemagne)
- 299e division d'infanterie (Allemagne)
- 302e division d'infanterie (Allemagne)
- 305e division d'infanterie (Allemagne)
- 306e division d'infanterie (Allemagne)
- 319e division d'infanterie (Allemagne)
- 320e division d'infanterie (Allemagne)
- 325e division d'infanterie (Allemagne)
- 326e division d'infanterie (Allemagne)
- 327e division d'infanterie (Allemagne)
- 329e division d'infanterie (Allemagne)
- 331e division d'infanterie (Allemagne)
- 332e division d'infanterie (Allemagne)
- 334e division d'infanterie (Allemagne)
- 338e division d'infanterie (Allemagne)
- 340e division d'infanterie (Allemagne)
- 342e division d'infanterie (Allemagne)
- 344e division d'infanterie (Allemagne)
- 345e division d'infanterie (Allemagne)
- 352e division d'infanterie (Allemagne)
- 357e division d'infanterie (Allemagne)
- 361e division d'infanterie (Allemagne)
- 369e division d'infanterie (Allemagne)
- 371e division d'infanterie (Allemagne)
- 373e division d'infanterie (Allemagne)
- 376e division d'infanterie (Allemagne)
- 381e division d'infanterie (Allemagne)[5]
- 382e division d'infanterie (Allemagne)[5]
- 383e division d'infanterie (Allemagne)
- 384e division d'infanterie (Allemagne)
- 385e division d'infanterie (Allemagne)
- 386e division d'infanterie motorisée (Allemagne)
- 387e division d'infanterie (Allemagne)
- 388e division d'infanterie (Allemagne)[5]
- 389e division d'infanterie (Allemagne)[3]
- 390e division de sécurité (Allemagne)
- 391e division d'infanterie (Allemagne)[5]
- 392e division d'infanterie (Allemagne)[6]
- 402e division d'infanterie (Allemagne)[5]
- 404e division d'infanterie (Allemagne)[7]
- 462e division d'infanterie (Allemagne)
- 526e division d'infanterie (Allemagne)[4]
- 554e division d'infanterie (Allemagne)
- 555e division d'infanterie (Allemagne)
- 556e division d'infanterie (Allemagne)
- 557e division d'infanterie (Allemagne)
- 599e brigade d'infanterie (Allemagne)[8]
- 600e division d'infanterie (Allemagne)[9]
- 650e division d'infanterie (Allemagne)[10]
- 700e division d'infanterie (Allemagne)[11]
- 702e division d'infanterie (Allemagne)[3]
- 703e division d'infanterie (Allemagne)
- 704e division d'infanterie (Allemagne)
- 707e division d'infanterie (Allemagne)
- 708e division d'infanterie (Allemagne) [3]
- 709e division d'infanterie (Allemagne) [3]
- 710e division d'infanterie (Allemagne) [3]
- 711e division d'infanterie (Allemagne)
- 712e division d'infanterie (Allemagne)
- 713e division d'infanterie (Allemagne)
- 714e division d'infanterie (Allemagne)
- 715e division d'infanterie (Allemagne)
- 716e division d'infanterie (Allemagne) [3]
- 717e division d'infanterie (Allemagne) [12]
- 718e division d'infanterie (Allemagne)
- 719e division d'infanterie (Allemagne) [3]
- 805e division d'infanterie (Allemagne)

##### Avec un nom
- Division Bärwalde
- Infanterie-Division Berlin
- Infanterie-Division Böhmen[13]
- Infanterie-Division Breslau[13]
- Infanterie-Division Demba[13]
- Infanterie-Division Döberitz
- Infanterie-Division Döllersheim[13]
- Infanterie-Division Donau[13]
- Infanterie-Division Dresden[13]
- Infanterie-Division Friedrich Ludwig Jahn
- Infanterie-Division Ferdinand von Schill
- Infanterie-Division Generalgouvernement[13]
- Infanterie-Division Grafenwöhr[13]
- Infanterie-Division Groß Born[13]
- Infanterie-Division Großdeutschland
- Infanterie-Division Güstrow
- Infanterie-Division Hamburg
- Infanterie-Division Hannover[13]
- Infanterie-Division Jütland[13]
- Infanterie-Division Kurland
- Infanterie-Division Mähren[13]
- Infanterie-Division Mielau[13]
- Infanterie-Division Milowitz[13]
- Infanterie-Division Münsingen[13]
- Infanterie-Division Neuhammer[13]
- Infanterie-Division Ostpreußen[13]
- Infanterie-Division Potsdam
- Infanterie-Division Scharnhorst
- Infanterie-Division Schlageter
- Infanterie-Division Schlesien[13]
- Infanteriedivision Seeland
- Infanterie-Division Theodor Körner
- Infanterie-Division Ulrich von Hutten
- Infanterie-Division Wahn[13]
- Infanterie-Division Wildflecken[13]
- Infanterie-Division Woldenberg

##### Divisions légères d'infanterie (Leichte Infanterie-Divisionen)
- 5e division d'infanterie légère (Allemagne) (5. Leichte Infanterie-Division)
- 8e division  d'infanterie légère (Allemagne) (8. Leichte Infanterie-Division)
- 28e division d'infanterie légère (Allemagne) (28. Leichte Infanterie-Division)
- 97e division d'infanterie légère (Allemagne) (97. Leichte Infanterie-Division)
- 99e division d'infanterie légère (Allemagne) (99. Leichte Infanterie-Division)
- 100e division d'infanterie légère (Allemagne) (100. Leichte Infanterie-Division)
- 101e division d'infanterie légère (Allemagne) (101. Leichte Infanterie-Division)

##### Divisions légères d'infanterie (Leichte Afrika-Divisionen)
- 90e division légère Afrika (90. Leichte Afrika-Division)
- 164e division légère Afrika (164. Leichte Afrika-Division)
- 999e division légère Afrika (999. Leichte Afrika-Division)

##### Divisions de grenadiers (Grenadier-Divisionen)
- Division de grenadiers Ostpreußen 1 (Grenadier-Division Ostpreußen 1)
- Division de grenadiers Ostpreußen 2 (Grenadier-Division Ostpreußen 2)
- Division de formation des grenadiers (Grenadier-Lehr-Division)
- 6e division de grenadiers (6. Grenadier-Division)
- 19e division de grenadiers (19. Grenadier-Division)
- 31e division de grenadiers (31. Grenadier-Division)
- 36e division de grenadiers (36. Grenadier-Division)
- 44. Reichs-Grenadier-Division Hoch- und Deutschmeister
- 45e division de grenadiers (45. Grenadier-Division)
- 153e division de grenadiers (153. Grenadier-Division)
- 541e division de grenadiers (541. Grenadier-Division)
- 542e division de grenadiers (542. Grenadier-Division)
- 543e division de grenadiers (543. Grenadier-Division)
- 544e division de grenadiers (544. Grenadier-Division)
- 545e division de grenadiers (545. Grenadier-Division)
- 546e division de grenadiers (546. Grenadier-Division)
- 547e division de grenadiers (547. Grenadier-Division)
- 548e division de grenadiers (548. Grenadier-Division)
- 549e division de grenadiers (549. Grenadier-Division)
- 550e division de grenadiers (550. Grenadier-Division)
- 551e division de grenadiers (551. Grenadier-Division)
- 552e division de grenadiers (552. Grenadier-Division)
- 553e division de grenadiers (553. Grenadier-Division)
- 558e division de grenadiers (558. Grenadier-Division)
- 559e division de grenadiers (559. Grenadier-Division)
- 560e division de grenadiers (560. Grenadier-Division)
- 561e division de grenadiers (561. Grenadier-Division)
- 562e division de grenadiers (562. Grenadier-Division)
- 563e division de grenadiers (563. Grenadier-Division)
- 564e division de grenadiers (564. Grenadier-Division)

##### Divisions de Volksgrenadiers (Volksgrenadier-Divisionen)
- 6e Volksgrenadier Division
- 9e Volksgrenadier Division
- 12e Volksgrenadier Division
- 16e Volksgrenadier Division
- 18e Volksgrenadier Division
- 19e Volksgrenadier Division
- 22e Volksgrenadier Division
- 26e Volksgrenadier Division
- 31e Volksgrenadier Division
- 36e Volksgrenadier Division
- 45e Volksgrenadier Division
- 46e Volksgrenadier Division
- 47e Volksgrenadier Division
- 61e Volksgrenadier Division
- 62e Volksgrenadier Division
- 78e Volksgrenadier Division
- 79e Volksgrenadier Division
- 167e Volksgrenadier Division
- 183e Volksgrenadier Division
- 211e Volksgrenadier Division
- 212e Volksgrenadier Division
- 246e Volksgrenadier Division
- 256e Volksgrenadier Division
- 257e Volksgrenadier Division
- 271e Volksgrenadier Division
- 272e Volksgrenadier Division
- 276e Volksgrenadier Division
- 277e Volksgrenadier Division
- 320e Volksgrenadier Division
- 326e Volksgrenadier Division
- 337e Volksgrenadier Division
- 340e Volksgrenadier Division
- 347e Volksgrenadier Division
- 349e Volksgrenadier Division
- 352e Volksgrenadier Division
- 361e Volksgrenadier Division
- 363e Volksgrenadier Division
- 462e Volksgrenadier Division
- 541e Volksgrenadier Division
- 542e Volksgrenadier Division
- 544e Volksgrenadier Division
- 545e Volksgrenadier Division
- 547e Volksgrenadier Division
- 548e Volksgrenadier Division
- 549e Volksgrenadier Division
- 551e Volksgrenadier Division
- 553e Volksgrenadier Division
- 558e Volksgrenadier Division
- 559e Volksgrenadier Division
- 560e Volksgrenadier Division
- 561e Volksgrenadier Division
- 562e Volksgrenadier Division
- 563e Volksgrenadier Division
- 564e Volksgrenadier Division
- 565e Volksgrenadier Division[14]
- 566e Volksgrenadier Division[14]
- 567e Volksgrenadier Division[14]
- 568e Volksgrenadier Division[14]
- 569e Volksgrenadier Division[14]
- 570e Volksgrenadier Division[14]
- 571e Volksgrenadier Division[14]
- 572e Volksgrenadier Division[14]
- 573e Volksgrenadier Division[14]
- 574e Volksgrenadier Division[14]
- 575e Volksgrenadier Division[14]
- 576e Volksgrenadier Division[14]
- 577e Volksgrenadier Division[14]
- 578e Volksgrenadier Division[14]
- 579e Volksgrenadier Division[14]
- 580e Volksgrenadier Division[14]
- 581e Volksgrenadier Division[14]
- 582e Volksgrenadier Division[14]
- 583e Volksgrenadier Division[14]
- 584e Volksgrenadier Division
- 585e Volksgrenadier Division[14]
- 586e Volksgrenadier Division Katzbach[14],[13]
- 587e Volksgrenadier Division[14],[13]
- 588e Volksgrenadier Division[14]
- 708e Volksgrenadier Division

##### Divisions de Panzergrenadiers (Panzer-Grenadier-Divisionen)
- 3e Panzergrenadier Division (3. Panzer-Grenadier-Division)
- 10e Panzergrenadier Division (10. Panzer-Grenadier-Division)
- 14e Panzergrenadier Division (14. Panzer-Grenadier-Division)
- 15e Panzergrenadier Division (15. Panzer-Grenadier-Division)
- 16e Panzergrenadier Division (16. Panzer-Grenadier-Division)
- 18e Panzergrenadier Division (18. Panzer-Grenadier-Division)
- 20e Panzergrenadier Division (20. Panzer-Grenadier-Division)
- 25e Panzergrenadier Division (25. Panzer-Grenadier-Division)
- 29e Panzergrenadier Division (29. Panzer-Grenadier-Division)
- 60e Panzergrenadier Division (60. Panzer-Grenadier-Division)
- 90e Panzergrenadier Division (90. Panzer-Grenadier-Division)
- 233e Panzergrenadier Division (233. Panzer-Grenadier-Division)
- Panzergrenadier division Brandenburg
- Panzergrenadier Division Grossdeutschland
- Panzergrenadier Division Kurmark
- Führer Begleit Division
- Führer Grenadier Division

##### Divisions d'assaut (Sturm-Divisionen)
- 78e division d'assaut (Sturm-Division 78)
- Division d'assaut Rhodes (Sturm-Division Rhodos)

##### Divisions de forteresse (Festungs-Divisionen)
- 41e division de forteresse (Allemagne) (41. Festungs-Division)
- 133e division de forteresse (Allemagne) (133. Festungs-Division)
- Division de forteresse Danzig (Festungs-Division Danzig)
- Division de forteresse Frankfurt/Oder(Festungs-Division Ferankfurt / Oder)
- Division de forteresse Gotenhafen (Festungs-Division Gotenhafen)
- Division de forteresse Kreta (Festungs-Division Kreta)
- Division de forteresse Stettin (Festungs-Division Stettin)
- Division de forteresse Swinemünde (Festungs-Division Swinemünde)
- Division de forteresse Warschau (Festungs-Division Warschau)

##### Division d'infanterie spéciale
- ZbV Afrika division

##### Troupes de sécurité (Sicherungstruppen) (Sicherungs-Divisionen)
- 52e division de sécurité (52. Sicherungs-Division)
- 201e division de sécurité (201. Sicherungs-Division)
- 203e division de sécurité (203. Sicherungs-Division)
- 207e division de sécurité (207. Sicherungs-Division)
- 213e division de sécurité (213. Sicherungs-Division)
- 221e division de sécurité (221. Sicherungs-Division)
- 281e division de sécurité (281. Sicherungs-Division)
- 285e division de sécurité (285. Sicherungs-Division)
- 286e division de sécurité (286. Sicherungs-Division)
- 325e division de sécurité (325. Sicherungs-Division)
- 390e division de sécurité (390. Sicherungs-Division)
- 391e division de sécurité (391. Sicherungs-Division)
- 403e division de sécurité (403. Sicherungs-Division)
- 444e division de sécurité (444. Sicherungs-Division)
- 454e division de sécurité (454. Sicherungs-Division)

##### Divisions de répression anti-partisan
sûreté aux armées
- Geheime Feldpolizei

Répression et anéantissement des groupes de maquisards et de partisans
- Division Brehmer
- Brigade Jesser

##### Divisions de montagne (Gebirgs-Divisionen)
- 1re division de montagne (Allemagne) (1. Gebirgs-Division)
- 2e division de montagne (Allemagne) (2. Gebirgs-Division)
- 3e division de montagne (Allemagne) (3. Gebirgs-Division)
- 4e division de montagne (Allemagne) (4. Gebirgs-Division)
- 5e division de montagne (Allemagne) (5. Gebirgs-Division)
- 6e division de montagne (Allemagne) (6. Gebirgs-Division)
- 7e division de montagne (Allemagne) (7. Gebirgs-Division)
- 8e division de montagne (Allemagne) (8. Gebirgs-Division)
- 9e division de montagne Nord (Allemagne) (9. Gebirgs-Division Nord)
- 9e division de montagne Ost (Allemagne) (9. Gebirgs-Division Ost)
- 157e division de montagne (Allemagne) (157. Gebirgs-Division)
- 188e division de montagne (Allemagne) (188. Gebirgs-Division)
- Division de montagne Steiermark (Gebirgs-Division Steiermark)
- 1. Volks-Gebirgs-Division

##### Divisions de chasseurs à ski (Skijäger-Divisionen)
- 1re division de chasseurs à ski (Allemagne) (1. Skijäger-Division)

##### Divisions de chasseurs (Jäger-Divisionen)
- 5e division de chasseurs (Allemagne) (5. Jäger-Division)
- 8e division de chasseurs (Allemagne) (8. Jäger-Division)
- 28e division de chasseurs (Allemagne) (28. Jäger-Division)
- 42e division de chasseurs (Allemagne) (42. Jäger-Division)
- 80e division de chasseurs (Allemagne) (80. Jäger-Division)
- 97e division de chasseurs (Allemagne) (97. Jäger-Division)
- 100e division de chasseurs (Allemagne) (100. Jäger-Division)
- 101e division de chasseurs (Allemagne) (101. Jäger-Division)
- 104e division de chasseurs (Allemagne) (104. Jäger-Division)
- 114e division de chasseurs (Allemagne) (114. Jäger-Division)
- 117e division de chasseurs (Allemagne) (117. Jäger-Division)
- 118e division de chasseurs (Allemagne) (118. Jäger-Division)
- Division de chasseurs Alpes (Jäger-Division Alpen)

#### Divisions de cavalerie (Kavallerie-Divisionen)
- 1re division de cavalerie
- 3e division de cavalerie
- 4e division de cavalerie
- 1re division de cavalerie (Cosaque)
- 2e division de cavalerie (Cosaque)

#### Divisions d'artillerie (Artillerie-Divisionen)
- 2e bataillon du régiment d'artillerie (Artillerie-Division 66)
- 18e Division d'artillerie (18.  Artillerie-Division)
- 310e Division d'artillerie (Artillerie-Division 310)
- 311e Division d'artillerie (Artillerie-Division 311)

#### Divisions d'instruction (Feldausbildungs-Divisionen)
- 52e division d'instruction
- 149e division d'instruction
- 150e division d'instruction
- 151e division d'instruction
- 152e division d'instruction
- 153e division d'instruction
- 154e division d'instruction
- 155e division d'instruction
- 156e division d'instruction
- 158e division d'instruction
- 381e division d'instruction
- 382e division d'instruction
- 388e division d'instruction
- 390e division d'instruction
- 391e division d'instruction
- 394e division d'instruction
- Division d'instruction Kurland
- Division d'instruction Nord

#### Divisions de l'armée de remplacement (Division Nr.)
- Division Nr. 141
- Division Nr. 143
- Division Nr. 147
- Division Nr. 148
- Division Nr. 151
- Division Nr. 152
- Division Nr. 153
- Division Nr. 154
- Division Nr. 155
- Division Nr. 156
- Division Nr. 157
- Division Nr. 158
- Division Nr. 159
- Division Nr. 160
- Division Nr. 165
- Division Nr. 166
- Division Nr. 171
- Division Nr. 172
- Division Nr. 173
- Division Nr. 174
- Division Nr. 176
- Division Nr. 177
- Division Nr. 178
- Division Nr. 179
- Division Nr. 180
- Division Nr. 182
- Division Nr. 187
- Division Nr. 188
- Division Nr. 190
- Division Nr. 191
- Division Nr. 192
- Division Nr. 193
- Division Nr. 300
- Division Nr. 311
- Division Nr. 401
- Division Nr. 402
- Division Nr. 403
- Division Nr. 404
- Division Nr. 405
- Division Nr. 406
- Division Nr. 407
- Division Nr. 408
- Division Nr. 409
- Division Nr. 410
- Division Nr. 411
- Division Nr. 412
- Division Nr. 413
- Division Nr. 417
- Division Nr. 418
- Division Nr. 421
- Division Nr. 422
- Division Nr. 423
- Division Nr. 424
- Division Nr. 426
- Division Nr. 427
- Division Nr. 428
- Division Nr. 429
- Division Nr. 430
- Division Nr. 431
- Division Nr. 432
- Division Nr. 433
- Division Nr. 438
- Division Nr. 441
- Division Nr. 442
- Division Nr. 443
- Division Nr. 444
- Division Nr. 445
- Division Nr. 454
- Division Nr. 460
- Division Nr. 461
- Division Nr. 462
- Division Nr. 463
- Division Nr. 464
- Division Nr. 465
- Division Nr. 466
- Division Nr. 471
- Division Nr. 476
- Division Nr. 480
- Division Nr. 487
- Division Nr. 490
- Division Nr. 526
- Division Nr. 601
- Division Nr. 602
- Division Nr. 603
- Division Nr. 604
- Division Nr. 605
- Division Nr. 606
- Division Nr. 609
- Division Nr. 610
- Division Nr. 613
- Division Nr. 614
- Division Nr. 615
- Division Nr. 616
- Division Nr. 617
- Division Nr. 618
- Division Nr. 619
- Division Nr. 805
- Division Nr. 905

#### Divisionspour déploiement spécial(Divisionenz.b.V.)
- Division z.b.V. 136
- Division z.b.V. 140
- Division z.b.V. 300
- Division z.b.V. 331
- Division z.b.V. 401
- Division z.b.V. 402
- Division z.b.V. 403
- Division z.b.V. 404
- Division z.b.V. 405
- Division z.b.V. 406
- Division z.b.V. 407
- Division z.b.V. 408
- Division z.b.V. 409
- Division z.b.V. 410
- Division z.b.V. 411
- Division z.b.V. 412
- Division z.b.V. 413
- Division z.b.V. 417
- Division z.b.V. 421
- Division z.b.V. 422
- Division z.b.V. 423
- Division z.b.V. 424
- Division z.b.V. 425
- Division z.b.V. 426
- Division z.b.V. 427
- Division z.b.V. 428
- Division z.b.V. 429
- Division z.b.V. 430
- Division z.b.V. 431
- Division z.b.V. 432
- Division z.b.V. 441
- Division z.b.V. 442
- Division z.b.V. 443
- Division z.b.V. 444
- Division z.b.V. 445
- Division z.b.V. 454
- Division z.b.V. 460
- Division z.b.V. 537
- Division z.b.V. 538
- Division z.b.V. 539
- Division z.b.V. 540
- Division z.b.V. 601
- Division z.b.V. 602
- Division z.b.V. 603
- Division z.b.V. 604
- Division z.b.V. 605
- Division z.b.V. 606
- Division z.b.V. 607
- Division z.b.V. 608
- Division z.b.V. 609
- Division z.b.V. 610
- Division z.b.V. 611
- Division z.b.V. 612
- Division z.b.V. 613
- Division z.b.V. 614
- Division z.b.V. 615
- Division z.b.V. 616
- Division z.b.V. 617
- Division z.b.V. 618
- Division z.b.V. 619
- Division z.b.V. L
- Division z.b.V. M

#### Divisions composées d’étrangers
De nombreux volontaires étrangers et de religions différentes ont fait partie des forces armées du 3e Reich, la liste la plus exhaustive est issue des 17 volumes de Georg Tessin - Verbände und Truppen der deutschen Wehrmacht und Waffen-SS im Zweiten Weltkrieg 1939-1945; ce lien répertorie toutes les unités et effectifs des unités étrangères.
- Soldats et volontaires étrangers du Troisième Reich

## Wehrmacht - Luftwaffe (Armée de l'air)

### Divisions de la Luftwaffe

#### Divisions avec un Nom
- Luftwaffen-Division Meindl

- Division Herrmann Göring

#### Divisions parachutistes (Fallschirmjäger-Divisionen)
- 1re division parachutiste
- 2e division parachutiste
- 3e division parachutiste
- 4e division parachutiste
- 5e division parachutiste
- 6e division parachutiste
- 7e division parachutiste
- 8e division parachutiste
- 9e division parachutiste
- 10e division parachutiste
- 11e division parachutiste
- 20e division parachutiste
- 21e division parachutiste

#### Luftwaffen-Feld-Division
- 1. Luftwaffen-Feld-Division
- 2. Luftwaffen-Feld-Division
- 3. Luftwaffen-Feld-Division
- 4. Luftwaffen-Feld-Division
- 5. Luftwaffen-Feld-Division
- 6. Luftwaffen-Feld-Division
- 7. Luftwaffen-Feld-Division
- 8. Luftwaffen-Feld-Division
- 9. Luftwaffen-Feld-Division
- 10. Luftwaffen-Feld-Division
- 11. Luftwaffen-Feld-Division
- 12. Luftwaffen-Feld-Division
- 13. Luftwaffen-Feld-Division
- 14. Luftwaffen-Feld-Division
- 15. Luftwaffen-Feld-Division
- 16. Luftwaffen-Feld-Division
- 17. Luftwaffen-Feld-Division
- 18. Luftwaffen-Feld-Division
- 19. Luftwaffen-Feld-Division
- 20. Luftwaffen-Feld-Division
- 21. Luftwaffen-Feld-Division
- 22. Luftwaffen-Feld-Division

#### Luftwaffen-Sturm-Divisionen
- 19. Luftwaffen-Sturm-Division
- 20. Luftwaffen-Sturm-Division

#### Divisions d'instruction de la Luftwaffe
- Division de formation et de réserve parachutiste (Allemagne)

#### Divisions anti-aériennes (Flak-Divisionen)
- 1re division de Flak (Flak-Division 1)
- 2e division de Flak (Flak-Division 2)
- 3e division de Flak (Flak-Division 3)
- 4e division de Flak (Flak-Division 4)
- 5e division de Flak (Flak-Division 5)
- 6e division de Flak (Flak-Division 6)
- 7e division de Flak (Flak-Division 7)
- 8e division de Flak (Flak-Division 8)
- 9e division de Flak (Flak-Division 9)
- 10e division de Flak (Flak-Division 10)
- 11e division de Flak (Flak-Division 11)
- 12e division de Flak (Flak-Division 12)
- 13e division de Flak (Flak-Division 13)
- 14e division de Flak (Flak-Division 14)
- 15e division de Flak (Flak-Division 15)
- 16e division de Flak (Flak-Division 16)
- 17e division de Flak (Flak-Division 17)
- 18e division de Flak (Flak-Division 18)
- 19e division de Flak (Flak-Division 19)
- 20e division de Flak (Flak-Division 20)
- 21e division de Flak (Flak-Division 21)
- 22e division de Flak (Flak-Division 22)
- 23e division de Flak (Flak-Division 23)
- 24e division de Flak (Flak-Division 24)
- 25e division de Flak (Flak-Division 25)
- 26e division de Flak (Flak-Division 26)
- 27e division de Flak (Flak-Division 27)
- 28e division de Flak (Flak-Division 28)
- 29e division de Flak (Flak-Division 29)
- 30e division de Flak (Flak-Division 30)
- 31e division de Flak (Flak-Division 31)

#### Flakscheinwerfer-Divisionen (Divisions de projecteurs anti-aériennes)
- 1. Flakscheinwerfer-Division
- 2. Flakscheinwerfer-Division

## Waffen-SS

### Divisions allemandes
- 1re division SS « Leibstandarte SS Adolf Hitler »
- 2e division SS « Das Reich »
- 3e division SS « Totenkopf »
- 4e division SS « Polizei »
- 6e division SS « Nord »
- 7e division SS « Prinz Eugen »
- 8e division SS « Florian Geyer »
- 9e division SS « Hohenstaufen »
- 10e division SS « Frundsberg »
- 12e division SS « Hitlerjugend »
- 16e division SS « Reichsführer SS »
- 17e division SS « Götz von Berlichingen »
- 18e division SS « Horst Wessel »
- 24e division SS « Karstjäger »
- 32e division SS « 30. Januar »
- 35e division SS « Polizei »
- 36e division SS
- 37e division SS « Lützow »
- 38e division SS « Nibelungen »

### Divisions de volontaires étrangers
- 5e division SS « Wiking »
- 11e division SS « Nordland »
- 27e division SS « Langemarck »
- 28e division SS « Wallonien »
- 33e division SS « Charlemagne »
- 29e division SS (italienne no 1)
- 13e division SS « Handschar »
- 14e division SS (galicienne no 1)
- 23e division SS « Kama »
- 29e division SS (russe no 1)
- 30e division SS (russe no 2)
- 15e division SS (lettone no 1)
- 19e division SS (lettone no 2)
- 20e division SS (estonienne no 1)
- 23e division SS « Nederland »
- 34e division SS « Landstorm Nederland »
- 21e division SS « Skanderbeg »
- 22e division SS « Maria Theresia »
- 25e division SS (hongroise no 1)
- 26e division SS (hongroise no 2)
- 31e division SS de volontaires